# گرگوریو مارتینز سیرا
گریگوریو مارتینز سیرا (به اسپانیایی: Gregrorio Martínez Sierra) شاعر، رمان نویس، کارگردان و نمایشنامه‌نویس اسپانیایی در ششم ماه مه ۱۸۸۱ در مادرید به دنیا آمد و در اول ماه اکتبر ۱۹۴۷ بر اثر ابتلا به بیماری سرطان در مادرید چشم از جهان فرو بست.

## کتابشناسی
آثار وی عبارتند از:
- شعر کار
- زندگی شیرین
- سایه پدر
- سرود گهواره
- چوپان‌ها
- معشوقه خانگی
- بهار در پاییز
- زنبق در میان خارها
- عاشق
- بانوی جوان رمانتیک سلطنت خداوند
- دون ژوان اسپانیا
- جادوگر را دوست بدار
- شهردار
- همسر آسیابان
- ماما